# Мациухова, Гана
Гана Мациухова (чеш. Hana Maciuchová, 29 ноября 1945[…], Штернберк, Оломоуц[…] — 26 января 2021[…], Оломоуц, Чехия[…]) — чешская актриса театра и кино.
Одна из самых популярных чешских актрис, была известна в комедийных и характерных ролях.

## Биография
Родилась в Штернберке недалеко от Оломоуца в семье страстных любителей театра. Родители и показали Гане театральную среду вблизи.
С детства она любила танцевать, петь и читать в школе.
В 14 лет отец предложил ей роль подружки невесты в «Йираске Люцерна». Поэтому изучение актёрского мастерства было для неё логичной отправной точкой. Однако во время учёбы в гимназии она серьезно обдумывала идею заняться медициной или изучением английского языка. Ей не хотелось уезжать в далекую Прагу и существенно разлучаться с семьей.
Выпускница Гейчинской гимназии в Оломоуце. Играла в любительском театре и в студии театра Олдржиха Стибора в Оломоуце.
Окончила Театральный факультет Академии музыкальных искусств в Праге (1968). Училась у профессоров Радована Лукавски и Карела Хёгера, Либуши Гавелковой, Франтишека Зальцера и Хелены Тесарковой.
Несколько сезонов, с 1969 года, провела в Театре «За воротами».
С 1971 года в труппе Пражского театра на Виноградах. С 1994 года преподавала в Пражской консерватории.
Лечилась от рака груди, причиной смерти стал рак поджелудочной железы.
Была замужем за актёром Иржи Адамиром в течение 20 лет, вплоть до его смерти в 1993 году. Брак остался бездетным.
Похоронена в семейной могиле на кладбище в районе Хвалковице Оломоуца.

## Фильмография
- 2018 — Папина «Волга» / — Яна
- 2008 — Больница на окраине города — новые судьбы / Nemocnice na kraji města — nové osudy
- 2000 — Одиночки / Samotári
- 1998 — Любовник леди Чаттерлей / Milenec lady Chatterleyové
- 1984 — …И снова эта Луция! / …a zase ta Lucie! — мама Освальда
- 1984 — Игра в облаках / Felhöjáték
- 1979 — Тридцать случаев майора Земана / 30 prípadu majora Zemana
- 1977 — Больница на окраине города / Nemocnice na kraji města — Блажеёва
- 1977 — Женщина за прилавком / Žena za pultem — продавщица Олина Шкарапесова
- 1972 — …и передайте привет ласточкам / …A pozdravuji vlastovky — заключённая Витежка